# Friedrichshafen FF.29
Le Friedrichshafen FF.29 était un hydravion à flotteurs léger biplace allemand des années 1910, produit par la Flugzeugbau Friedrichshafen.

## Conception
Le FF.29 a été conçu comme un hydravion léger, un biplan propulsé par un moteur Mercedes D.II à piston en ligne. 
Cinq FF.29 ont été construits à l'Orlogsværftet Flyvemaskineværksted au Danemark, désignés Orlogsværftet HB.I.

## Variantes
FF.29
Version de série.
FF.29A
Avion similaire, avec des flotteurs et un empennage améliorés.

## Histoire
L'Empire allemand a été la première nation à expérimenter les porte-avions sous-marins. L'Oberleutnant zur See Friedrich von Arnauld de la Perière du Service aéronaval et le Kapitanleutnant Walther Forstmann du SM U-12 ont théorisé qu'ils pouvaient augmenter la portée de leurs hydravions en transportant l'appareil en mer sur le pont du sous-marin et en lançant les hydravions après que le sous-marin soit partiellement submergé, permettant à l'avion de flotter et de s'éloigner du sous-marin.
Le 15 janvier 1915, le SM U-12 quitte Zeebrugge en transportant sur son pont un hydravion Friedrichshafen FF.29. Une fois passé le seuil de sécurité du brise-lames, le commandant de bord se rend compte que la forte houle risque de submerger l'appareil et ordonne le lancement immédiat de l'hydravion. Forstmann a inondé les réservoirs avant du sous-marin et von Arnauld de la Perière a fait flotter l'hydravion sur le pont et a décollé de la mer. L'avion allemand a longé les côtes anglaises sans être détecté et est revenu sain et sauf à Zeebrugge.

## Opérateurs
Danemark
- Marine royale danoise

 Empire allemand
- Kaiserliche Marine

 Pays-Bas
- Marine royale néerlandaise